# Беренде (Софійська область)
Беренде́ (болг. Беренде) — село в Софійській області Болгарії. Входить до складу общини Драгоман.

## Населення
За даними перепису населення 2011 року у селі проживали 33 особи, усі — болгари.
Розподіл населення за віком у 2011 році:
Динаміка населення: